# Boechera fecunda
Boechera fecunda là một loài thực vật có hoa trong họ Cải. Loài này được (Rollins) Dorn mô tả khoa học đầu tiên năm 2003.